# Turmhügel Frauenroth
Der Turmhügel Frauenroth, auch Castrum Burkardrode genannt, ist eine abgegangene Turmhügelburg (Motte) über dem Lederbach etwa 150 Meter südwestlich der Kirche von Frauenroth, einem Ortsteil des Marktes Burkardroth im Landkreis Bad Kissingen in Bayern.

## Geschichte
Die kleine Burganlage wurde erstmals 1230 als „Castrum Burkardrode“ erwähnt, bestand aber vermutlich schon wesentlich früher, und wurde nach 1234 zerstört.
Die bescheidene Burg wurde von den Würzburger Bischöfen zur Sicherung des Salzforstes angelegt. 1228 wird ein Dienstritter Lupolds de Burchhardrode als Zeuge in einer Urkunde genannt.
Der Burghügel trug wohl ein Wohngebäude aber keinen Wohnturm, worauf die geringen Reste hinweisen. Die Umfassung der Burg bestand vermutlich aus einem einfachen Palisadenwall. Die Burg war nach Osten durch einen Steilhang zum Lederbach hin geschützt. Im Jahr 1244 vermachte Otto von Botenlauben die Reste der Burg mit den dazugehörigen Gütern dem Kloster Frauenroth.